# Vùng Sâu Hubble

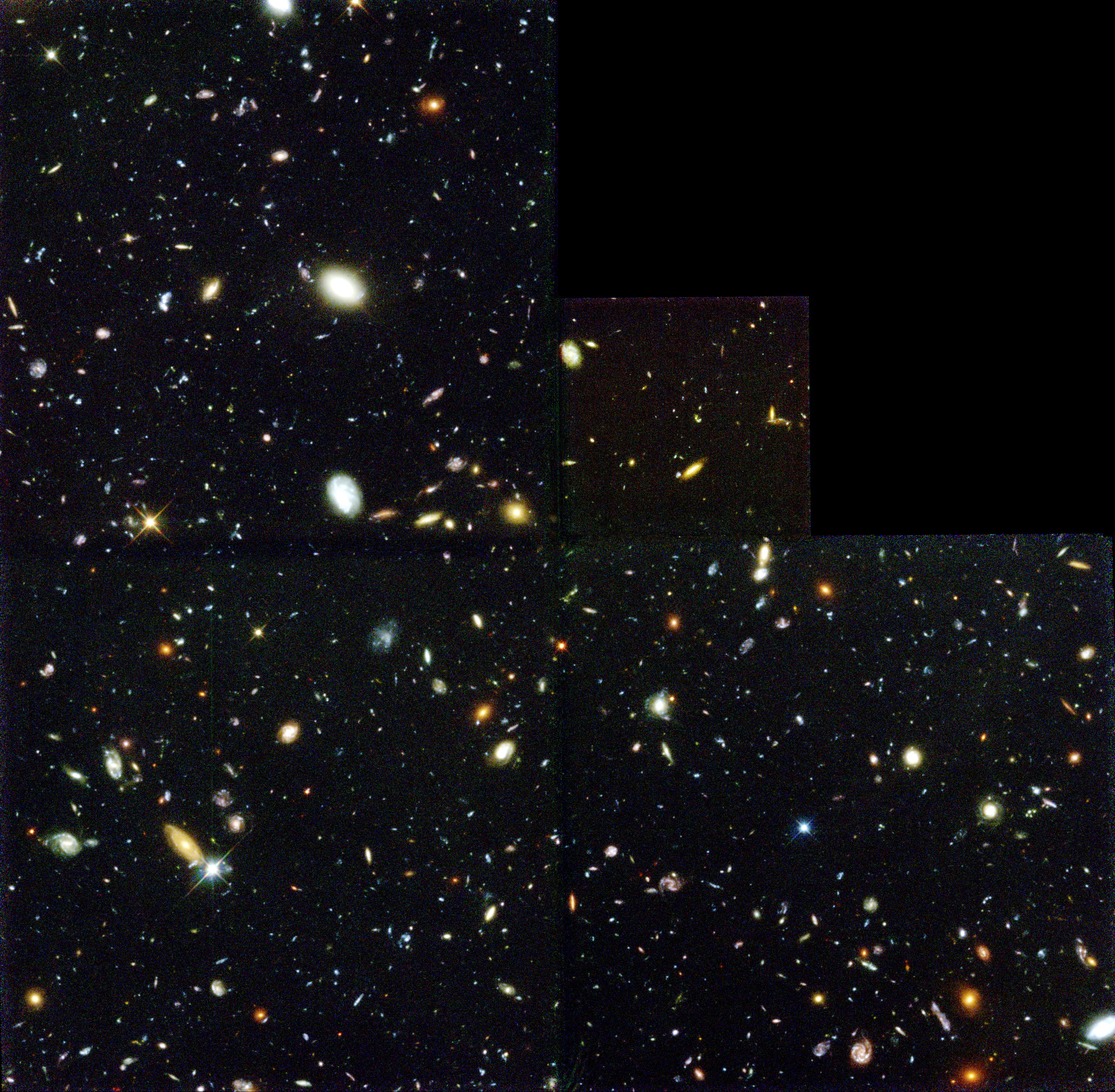
Vùng Sâu Hubble

Vùng Sâu Hubble (Hubble Deep Field, HDF) là một hình ảnh của một khu vực nhỏ trong chòm sao Đại Hùng, được xây dựng từ một loạt các quan sát bởi kính viễn vọng Hubble. Nó có kích thước mỗi chiều 2,5 phút cung, chiếm diện tích hai phần triệu của cả bầu trời, tương đương kích thước góc của một quả bóng tennis 65 mm ở khoảng cách 100 mét. Hình ảnh này được ghép lại từ 342 ảnh chụp riêng với camera chụp Hành tinh và Trường rộng số 2 của Hubble trong hơn mười ngày liên tiếp từ ngày 18 tháng 12 đến 28 tháng 12 năm 1995.
Vùng được chụp là rất nhỏ nên trong ảnh chỉ xuất hiện một vài ngôi sao của dải Ngân Hà nằm ở nền gần; do đó, hầu như tất cả 3000 đối tượng trong ảnh là các thiên hà, một số trong đó thuộc vào loại trẻ nhất và xa nhất được biết đến. Vì chứa số lượng lớn các thiên hà rất trẻ, Vùng Sâu Hubble đã trở thành một hình ảnh mang ý nghĩa lớn trong việc nghiên cứu vũ trụ thời kỳ mới hình thành, với các bài báo khoa học liên quan đã được trích dẫn tới hơn 800 lần tính đến cuối năm 2008.
Ba năm sau khi các quan sát HDF được chụp, một vùng ở phía nam bầu trời đã được chụp ảnh một cách tương tự và đặt tên là Vùng Sâu Hubble Nam. Các điểm tương đồng giữa hai khu vực giúp gia tăng niềm tin rằng vũ trụ là đồng nhất trên quy mô lớn và rằng Trái Đất nằm trong một khu vực điển hình trong vũ trụ (nguyên lý vũ trụ). Một cuộc khảo sát rộng hơn nhưng nông (gần) hơn cũng đã được thực hiện như một phần của Khảo sát Sâu về Nguồn gốc Vũ trụ của các Đài quan sát Lớn. Năm 2004 một hình ảnh sâu hơn, được gọi là Vùng Siêu Sâu Hubble (Hubble Ultra Deep Field, HUDF), được xây dựng từ dữ liệu của mười một ngày quan sát. HUDF là hình ảnh thiên văn học sâu (xa) nhất từng được thực hiện ở các bước sóng nhìn thấy được.

## Ý tưởng

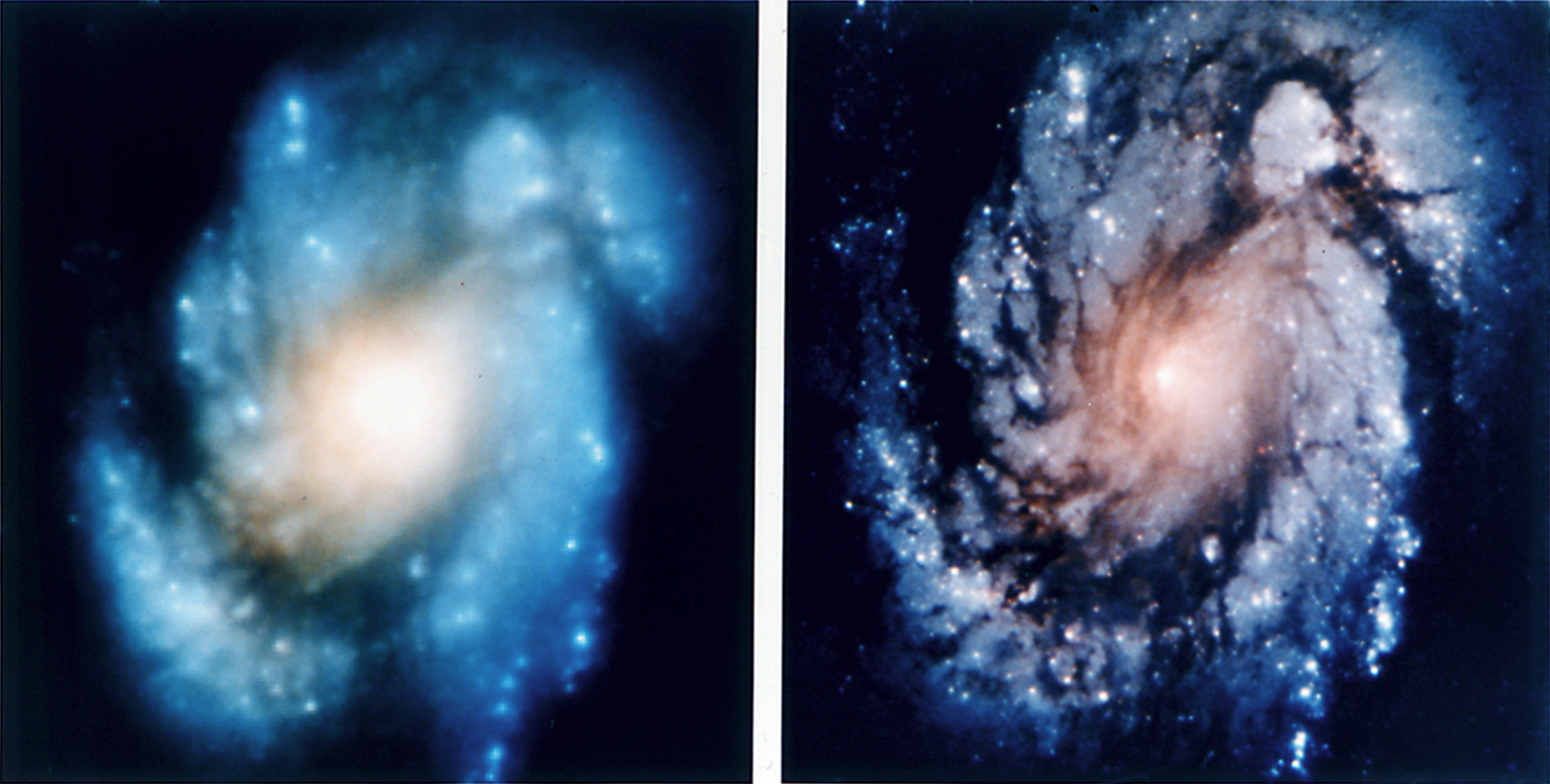
Chất lượng ảnh chụp của kính viễn vọng Hubble tăng lên sau khi có sửa chữa quang học, thúc đẩy mong muốn thực hiện chụp ảnh các thiên hà ở xa.

Một trong những mục tiêu trọng điểm của những nhà thiên văn học thiết kế kính thiên văn Hubble là sử dụng độ phân giải cao trong quang học của nó để nghiên cứu các thiên hà xa xôi ở mức độ chi tiết hơn nhiều so với quan sát từ mặt đất. Nằm ngoài bầu khí quyển, Hubble tránh được nhiễu loạn khí quyển và nhạy cảm hơn với tia cực tím (vốn bị khí quyền hấp thụ) so với các kính viễn vọng mặt đất (khi có những hiệu chỉnh quang học thích hợp ở các bước sóng có thể nhìn thấy, kính thiên văn mặt đất với đường kính 10 m có thể trở nên cạnh tranh với Hubble). Mặc dù gương của kính thiên văn Hubble bị quang sai hình cầu khi nó được đưa vào sử dụng năm 1990, nó vẫn cho ra hình ảnh của các thiên hà xa xôi hơn các quan sát trước đây. Bởi vì ánh sáng mất hàng tỷ năm đi từ các thiên hà xa xôi tới Trái Đất, chúng ta nhìn thấy chúng ở trạng thái cách đây hàng tỷ năm, do đó, mở rộng phạm vi nghiên cứu các thiên hà xa cho phép một sự hiểu biết tốt hơn về quá khứ và cách chúng tiến hóa.
Sau khi được sửa chữa quang sai hình cầu, trong sứ mệnh tàu con thoi STS-61 vào năm 1993, khả năng quan sát của kính viễn vọng Hubble đã được cải thiện, và hình ảnh nó gửi về được sử dụng để nghiên cứu các thiên hà xa hơn và mờ nhạt hơn. Các cuộc Khảo sát ở độ Sâu Trung bình (MDS) đã sử dụng Camera quan sát Hành tinh Trường Lớn 2 (WFPC2) để có hình ảnh sâu (xa) ở những vùng ngẫu nhiên trong khi các thiết bị khác được sử dụng cho các quan sát theo lịch trình. Cùng thời điểm này, các chương trình khác tập trung vào các thiên hà đã được biết đến thông qua quan sát trên mặt đất. Tất cả những nghiên cứu này cho thấy sự khác biệt đáng kể giữa các tính chất của các thiên hà ngày hôm nay và những thiên hà tồn tại vài tỷ năm trước đây.
Khoảng 10% của thời gian quan sát của HST được dành cho Giám đốc của Viện Khoa học Kính viễn vọng Không gian chỉ định việc sử dụng (thời gian DD), và các Giám đốc này thường cho các nhà thiên văn muốn nghiên cứu các hiện tượng thoáng qua bất ngờ, chẳng hạn như siêu tân tinh. Sau khi hiệu chỉnh quang học của Hubble đã cho thấy có hoạt động tốt, Robert Williams, Giám đốc lúc đó của Viện, đã quyết định dành một phần đáng kể thời gian DD của mình trong năm 1995 để nghiên cứu các thiên hà xa xôi. Một Ủy ban Cố vấn đặc biệt của Viện gợi ý việc sử dụng WFPC2 để thu hình ảnh một vùng "điển hình" của bầu trời tại một xích vĩ cao, sử dụng nhiều bộ lọc quang học. Một nhóm làm việc đã được thiết lập để phát triển và thực hiện dự án.

## Lựa chọn mục tiêu

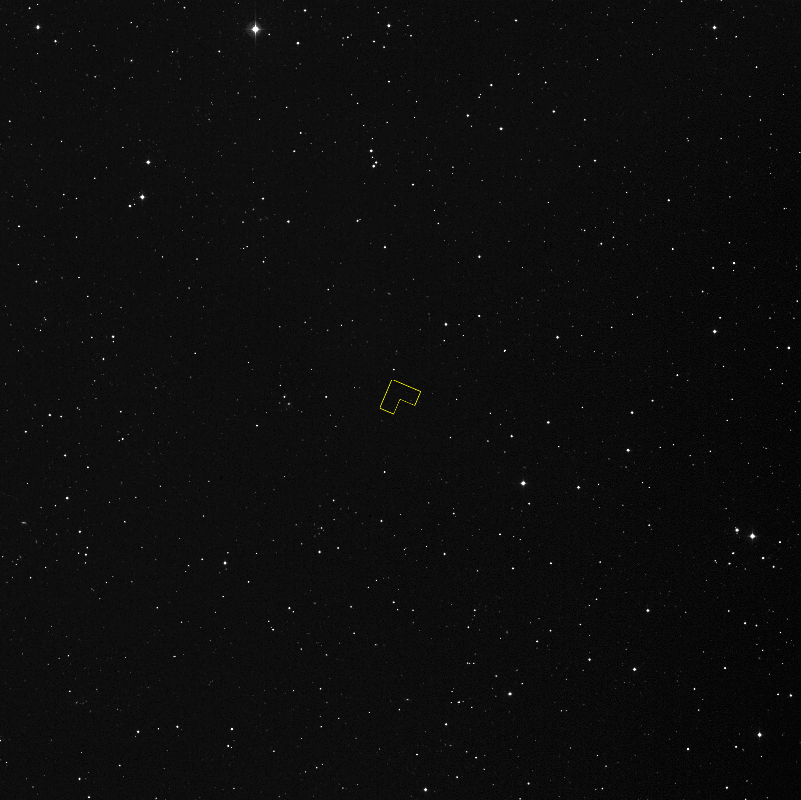
HDF nằm ở trung tâm của bức ảnh này. Bức ảnh chụp một vùng trời có chiều rộng 1 độ cung. Mặt Trăng khi nhìn từ Trái Đất sẽ chiếm khoảng 1/4 bức hình này.

Các vùng được lựa chọn cho các quan sát cần thỏa mãn một số tiêu chí. Nó phải ở một xích vĩ cao, bởi vì bụi vũ trụ và các vật chất trong mặt phẳng của đĩa Ngân Hà sẽ cản trở việc quan sát các thiên hà xa xôi tại xích vĩ thấp. Các vùng mục tiêu cần tránh các nguồn sáng mạnh (chẳng hạn các như ngôi sao ở tiền cảnh), và các nguồn hồng ngoại, cực tím và tia X, để tạo điều kiện nghiên cứu sau này ở các bước sóng khác nhau về các đối tượng trong vùng ở xa, và cũng cần thiết nằm trong một khu vực với một nền thấp hồng ngoại 'ti', được cho là gây ra bởi các hạt bụi ấm nóng trong đám mây lạnh chứa khí hydro (vùng H I).
Các tiêu chí này giới hạn các khu vực mục tiêu tiềm năng. Các nhà thiên văn cũng quyết định rằng mục tiêu phải ở trong các 'khu quan sát liên tục' (CVZ) của Hubble - các khu vực của bầu trời mà không bị Trái Đất hoặc Mặt Trăng che khuất khi Hubble bay trên quỹ đạo. Tổ công tác đã quyết định tập trung vào các CVZ phía Bắc, để cho các kính viễn vọng ở Bắc bán cầu như kính thiên văn Keck, hay kính ở Đài quan sát Quốc gia đỉnh Kitt và Dãy Ăng ten Rất Lớn (VLA) có thể tiến hành các quan sát phối hợp tiếp theo .
Ban đầu xác định được hai mươi vùng đáp ứng các tiêu chí này, từ đó ba ứng cử viên tối ưu đã được lựa chọn, tất cả trong chòm sao Đại Hùng. Quan sát ảnh chụp radio với VLA đã loại trừ một trong những vùng này bởi vì nó chứa một nguồn radio mạnh. Quyết định lựa chọn giữa hai vùng còn lại đã được thực hiện trên cơ sở về sự hiện diện của các ngôi sao dẫn hướng nằm gần vùng quan sát. Các quan sát của Hubble thông thường đòi hỏi một đôi ngôi sao gần đó mà Thiết bị Cảm ứng Dẫn hướng có thể chốt để căn chỉnh tọa độ quan sát trong thời gian chụp ảnh. Với tầm quan trọng của các quan sát HDF, nhóm làm việc yêu cầu một bộ sao dẫn hướng thứ hai để dự phòng. Vùng cuối cùng đã được lựa chọn nằm ở vị trí có xích kinh 12h 36m 49.4s và xích vĩ +62° 12′ 58″  bao phủ một diện tích chỉ rộng 5,3 phút cung vuông . Diện tích này chiểm khoảng 1 / 28,000,000 của tổng diện tích bầu trời .

## Quan sát

HDF nằm trong khu quan sát liên tục phía bắc của Kính viễn vọng Không gian Hubble, như trình bày trong hình này.

Khi một vùng quan sát đã được lựa chọn, một chiến lược quan sát được xây dựng. Một quyết định quan trọng là xác định bộ lọc của các quan sát sẽ sử dụng; WFPC2 được trang bị bốn mươi tám bộ lọc, bao gồm các bộ lọc hẹp để quan sát các đoạn phổ phát xạ có ý nghĩa thiên văn, và các bộ lọc phổ rộng hữu ích cho việc nghiên cứu các màu sắc của các ngôi sao và thiên hà. Việc lựa chọn bộ lọc để sử dụng cho HDF phụ thuộc vào 'thông lượng sáng' của bộ lọc - tổng lượng ánh sáng mà nó cho phép đi qua - và vùng quang phổ hoạt động của bộ lọc. Các bộ lọc cần có dải phổ hoạt động không chồng chéo nhau .
Cuối cùng, bốn bộ lọc dải phổ rộng đã được chọn, có trung tâm phổ tại các bước sóng 300 nm (gần cực tím), 450 nm (màu xanh lam nhạt), 606 nm (ánh sáng màu đỏ) và 814 nm (cận hồng ngoại). Bởi vì hiệu suất lượng tử của các cảm biến của Hubble là khá thấp ở 300 nm, nhiễu trong các quan sát tại bước sóng này chủ yếu do nhiễu của CCD hơn là nền trời, do đó, những quan sát này vẫn có thể được tiến hành vào các thời điểm nhiễu nền cao đến mức có hại cho hiệu quả quan sát trong dải phổ khác .
Từ ngày 18 tháng 12 đến ngày 28 tháng 12 năm 1995 - trong thời gian đó Hubble quay quanh Trái Đất khoảng 150 lần - 342 hình ảnh của khu vực mục tiêu dùng các bộ lọc đã chọn được thu về. Tổng số thời gian nhận sáng tại mỗi bước sóng là 42,7 giờ (300 nm), 33,5 giờ (450 nm), 30,3 giờ (606 nm) và 34,3 giờ (814 nm), được chia thành 342 lần chụp riêng rẽ để giảm rủi ro xảy ra khi các tia vũ trụ làm hỏng một số hình chụp (bằng các vệt sáng xuất hiện khi chúng tấn công các máy CCD). 10 vòng quay tiếp theo của Hubble đã được sử dụng để chụp nhanh các vùng lân cận để hỗ trợ các quan sát phối hợp sau đó bằng các thiết bị khác .

## Xử lý dữ liệu

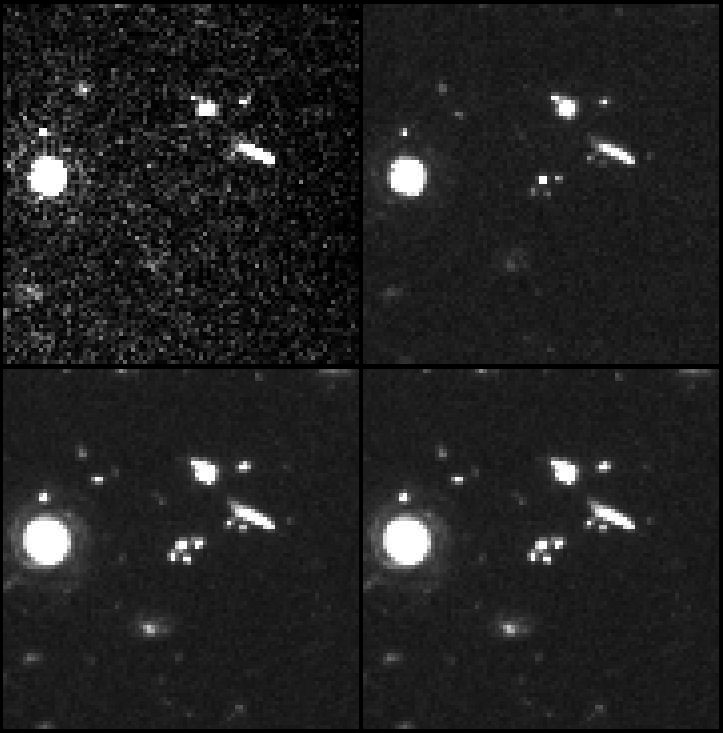
Một vùng HDF rộng 14 giây cung trong bốn bước sóng: 300 nm (phía trên bên trái), 450 nm (phía trên bên phải), 606 nm (phía dưới bên trái) và 814 nm (phía dưới bên phải)

Việc tạo ra một hình ảnh kết hợp cuối cùng ở mỗi bước sóng là một quá trình phức tạp. Các điểm ánh sáng gây ra bởi tác động của tia vũ trụ trong thời gian chụp đã được gỡ bỏ bằng cách so sánh một loạt tấm chụp liên tiếp của cùng một vùng cách nhau một khoảng thời gian nhất định, những điểm ảnh được xác định bị ảnh hưởng bởi tia vũ trụ chỉ xuất hiện một tấm chụp mà không xuất hiện trong các tấm khác. Các vệt di chuyển của rác vũ trụ và của vệ tinh nhân tạo đã có mặt trong những hình ảnh ban đầu, và đã được cẩn thận loại bỏ.
Ánh sáng tán xạ từ Trái Đất xuất hiện trong khoảng một phần tư các bức chụp, tạo ra một "cấu trúc hình chữ X" trên các hình ảnh. Chúng đã được gỡ bỏ bằng cách lấy một hình ảnh bị ảnh hưởng bởi ánh sáng tán xạ, so khớp nó với một hình ảnh không bị ảnh hưởng, và trừ hai hình ảnh cho nhau. Kết quả thu được lại được làm mịn lần nữa, và sau đó có thể được dùng để trừ vào hình chụp có độ sáng cao. Phương pháp này loại bỏ gần như tất cả các ánh sáng tán xạ khỏi những hình ảnh bị ảnh hưởng .
Một khi 342 hình ảnh riêng rẽ đã được làm sạch khỏi tác động của tia vũ trụ và ánh sáng tán xạ, chúng phải được kết hợp lại thành tấm hình lớn hơn. Các nhà khoa học tham gia vào dự án HDF đi tiên phong trong một kỹ thuật gọi là 'mưa phùn', trong đó hướng chụp của kính viễn vọng đã được thay đổi một góc rất nhỏ giữa các bộ ảnh chụp liên tiếp. Mỗi điểm ảnh trên các CCD của WFPC2 ứng với diện tích rộng 0,09 giây cung của bầu trời, nhưng bằng cách thay đổi hướng chụp một góc nhỏ hơn như vậy, trong thời gian chụp, các bức ảnh được ghép lại bằng một kỹ thuật xử lý hình ảnh tinh vi sẽ cho ra bức ảnh có độ phân giải cao hơn so với giá trị này. Các hình ảnh HDF sản xuất tại mỗi bước sóng có kích thước điểm ảnh cuối cùng là 0,03985 giây cung .
Việc xử lý dữ liệu mang lại bốn hình ảnh đơn sắc, ứng với bốn bước sóng (ở 300 nm, 450 nm, 606 nm và 814 nm). Một hình ảnh đã được chỉ định là màu đỏ (814 nm), thứ hai là màu xanh lá cây (606 nm) và thứ ba là màu xanh lam (450 nm), và ba hình ảnh này được kết hợp để tạo ra một hình ảnh màu. Bởi vì các bước sóng mà tại đó các hình ảnh được chụp không tương ứng hoàn toàn với các bước sóng của màu đỏ, xanh lá cây và màu xanh lam, màu sắc trong hình ảnh cuối cùng chỉ gần đúng so với màu sắc thực tế của các thiên hà trong hình; sự lựa chọn của các bộ lọc cho các HDF (và phần lớn các hình ảnh Hubble) được thiết kế chủ yếu để tối đa hóa tiện ích khoa học của các quan sát hơn là để tạo ra màu sắc tương ứng với những gì mắt người sẽ thực sự cảm nhận .

## Nội dung của Vùng Sâu Hubble
Những hình ảnh cuối cùng đã được phát hành tại một cuộc họp của Hội Thiên văn học Mỹ trong tháng 1 năm 1996, và cho thấy có rất nhiều thiên hà ở xa và mờ nhạt. Khoảng 3.000 thiên hà khác nhau có thể được xác định trong những hình ảnh , với cả hai loại thiên hà bất thường và xoắn ốc có thể nhìn thấy rõ, mặc dù một số thiên hà trong ảnh này chỉ rộng chừng một vài điểm ảnh. HDF được cho là chỉ chứa hai mươi ngôi sao ở tiền cảnh; còn lại phần lớn các đối tượng trong ảnh này là các thiên hà xa xôi.
Có khoảng năm mươi điểm các đối tượng màu xanh lam trong HDF. Nhiều đối tượng dường như có liên hệ với các thiên hà gần đó, cùng nhau tạo nên các đường dây chuyền và các vòng cung: đây có thể là khu vực hình thành sao mạnh mẽ. Những đối tượng khác có thể là chuẩn tinh ở xa. Các nhà thiên văn ban đầu loại trừ khả năng rằng một số đối tượng trông giống như một điểm là các ngôi sao lùn trắng, bởi vì màu của chúng chứa quá nhiều sắc thái xanh lam để phù hợp với lý thuyết tiến hóa của sao lùn trắng phổ biến vào thời đó. Tuy nhiên, các công trình nghiên cứu gần đây đã tìm thấy rằng nhiều sao lùn trắng sẽ có sắc xanh lam khi già đi, ủng hộ cho ý tưởng rằng các HDF có thể chứa các sao lùn trắng .

## Kết quả khoa học

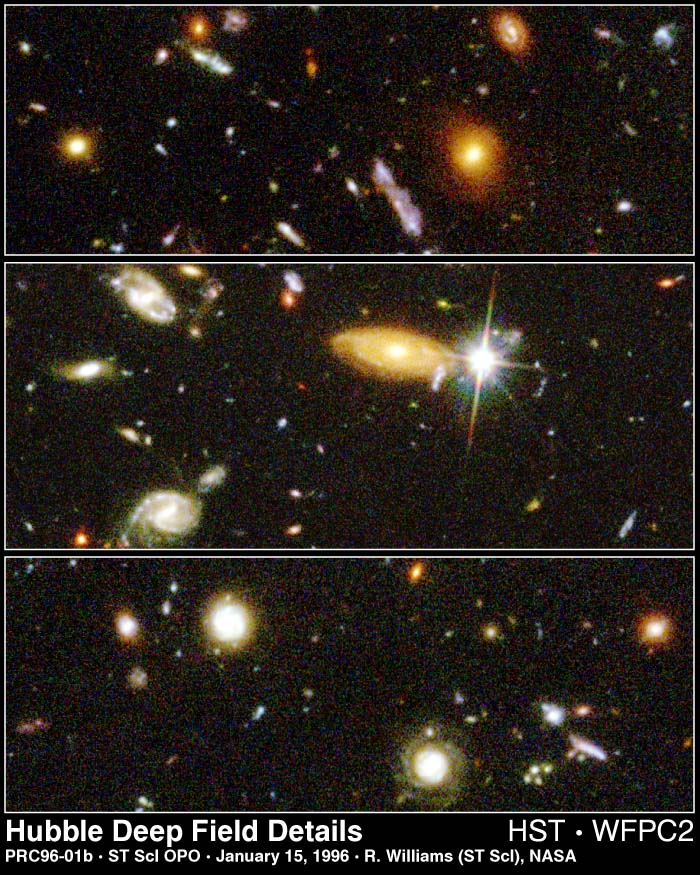
Các đối tượng trong HDF gồm nhiều loại thiên hà xa xôi với kích thước, hình dạng và màu sắc khác nhau.

HDF cung cấp những dữ liệu phong phú cho các nhà vũ trụ học để phân tích, và vào cuối năm 2008, các công trình liên quan đến HDF đã nhận được hơn 800 trích dẫn . Một trong những phát hiện cơ bản nhất là có một số lượng lớn các thiên hà với giá trị dịch chuyển đỏ cao.
Khi vũ trụ nở ra, các đối tượng ở xa hơn đi ra xa khỏi Trái Đất nhanh hơn, và do hiệu ứng Doppler, ánh sáng từ chúng bị dịch chuyển đỏ mạnh hơn. Trong khi chuẩn tinh với dịch chuyển đỏ cao đã được biết, rất ít các thiên hà với dịch chuyển đỏ lớn hơn 1 được biết đến trước khi những hình ảnh HDF được công bố . HDF chứa nhiều thiên hà với dịch chuyển đỏ cao tới cỡ 6, tương ứng với khoảng cách 12 tỷ năm ánh sáng. Do dịch chuyển đỏ, các đối tượng xa nhất trong HDF không thực sự được nhìn thấy trong hình ảnh của Hubble, chúng chỉ có thể được phát hiện trong ảnh chụp tại bước sóng dài trong vùng của HDF bởi kính viễn vọng trên mặt đất .
HDF chứa một tỷ lệ lớn hơn hẳn các thiên hà bất thường và bị nhiễu loạn so với tỷ lệ tương ứng trong vùng vũ trụ địa phương ; sự va chạm và sáp nhập các thiên hà đã phổ biến hơn trong vũ trụ trẻ tuổi vì vũ trụ vào lúc đó đã nhỏ hơn nhiều so ngày hôm nay. Người ta tin rằng các thiên hà hình elip khổng lồ hình thành khi các thiên hà xoắn ốc và các thiên hà bất thường va chạm.
Mật độ thiên hà ở các giai đoạn khác nhau của sự tiến hóa của chúng cũng cho phép các nhà thiên văn ước tính sự thay đổi trong tỷ lệ hình thành sao trong vòng đời của vũ trụ. Trong khi ước tính về độ dịch chuyển đỏ của các thiên hà trong HDF là hơi thô, các nhà thiên văn học tin rằng việc hình thành sao được diễn ra với tốc độ tối đa vào khoảng 8-10 tỷ năm trước, và tốc độ này từ khi đó tới nay đã giảm khoảng 10 lần .
Một kết quả quan trọng khác từ HDF là con số rất nhỏ của các ngôi sao trong nền trước. Các nhà thiên văn học trong nhiều năm đã tìm cách hiểu bản chất của vật chất tối, các vật chất có vẻ là không thể phát hiện được nhưng nhiều quan sát dự đoán chúng chiếm khoảng 90% khối lượng của vũ trụ . Một lý thuyết cho rằng vật chất tối có thể bao gồm các Đối tượng Thiên văn Nhỏ Nặng - mờ nhạt nhưng có khối lượng lớn như các hành tinh và sao lùn đỏ và ở khu vực bên ngoài thiên hà . Tuy nhiên, các ảnh HDF cho thấy không có số lượng đáng kể của sao lùn đỏ trong phần bên ngoài của thiên hà của chúng ta.

## Quan sát phối hợp tiếp theo ở tần số khác

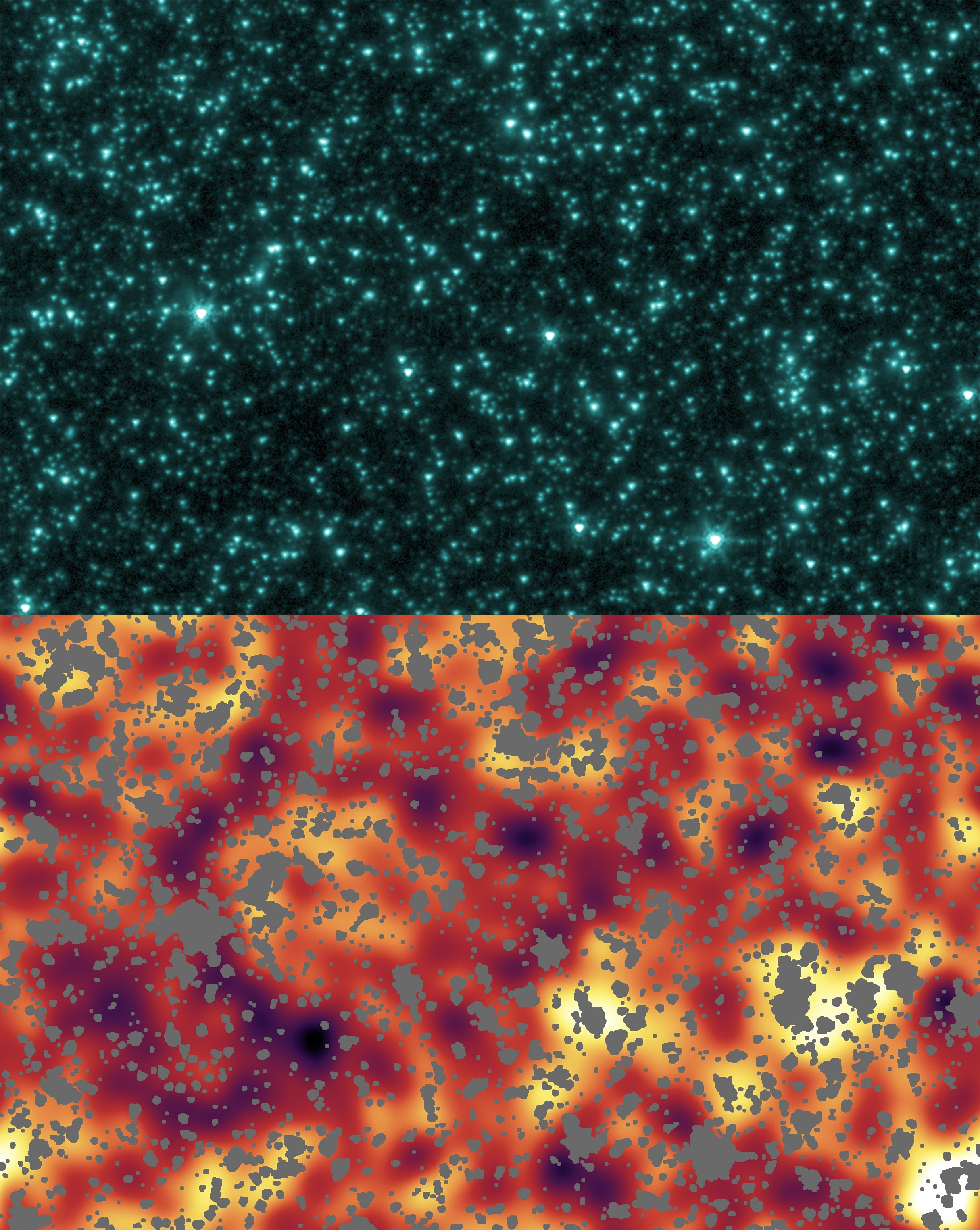
Ảnh chụp HDF bằng Kính viễn vọng Không gian Spitzer. Phía trên thể hiện các vật thể ở tiền cảnh; phía dưới thể hiện nền xa, sau khi đã loại bỏ các vật thể ở tiền cảnh.

Các đối tượng có độ dịch chuyển đỏ rất cao không thể được nhìn thấy trong vùng ánh sáng và thường được phát hiện trong các cuộc khảo sát hồng ngoại hoặc bước sóng dưới milimét trong vùng HDF . Quan sát với Đài quan sát Hồng ngoại Không gian (ISO) chỉ ra tia hồng ngoại phát ra từ 13 thiên hà được nhìn thấy trong hình ảnh quang học là do một lượng lớn bụi sinh ra từ việc hình thành sao mạnh mẽ . Các sát hồng ngoại cũng đã được thực hiện với Kính viễn vọng Không gian Spitzer . Các quan sát ở bước sóng dưới milimét của vùng HDF đã được thực hiện với SCUBA trên Kính viễn vọng James Clerk Maxwell, ban đầu phát hiện 5 nguồn, mặc dù với độ phân giải rất thấp . Quan sát cũng đã được thực hiện với kính viễn vọng Subaru tại Hawaii .
Các quan sát X quang của Đài thiên văn X quang Chandra cho thấy sáu nguồn trong HDF, được tìm thấy tương ứng với ba thiên hà hình elip, một thiên hà xoắn ốc, một nhân thiên hà hoạt động mạnh và một đối tượng rất đỏ, được cho là một thiên hà xa xôi có chứa một lượng lớn bụi hấp thụ ánh sáng màu xanh phát ra từ trong lòng nó .
Hình ảnh radio chụp từ mặt đất bằng cách sử dụng VLA tiết lộ bảy nguồn radio trong HDF, tất cả đều tương ứng với các thiên hà được nhìn thấy trong hình ảnh quang học . Vùng này cũng đã được khảo sát với Kính thiên văn Radio Tổng hợp Westerbork và dãy kính thiên văn radio MERLIN tại tần số 1,4 GHz; sự kết hợp các quan sát của VLA và MERLIN thực hiện tại bước sóng 3,5 cm và 20 cm cho thấy 16 trong nguồn radio trong vùng HDF, và nhiều hơn nữa trong các vùng lân cận . Hình ảnh radio của một số nguồn tin riêng rẽ trong vùng này đã được thực hiện với mạng lưới VLBI của châu Âu tại tần số 1,6 GHz với độ phân giải cao hơn các bức chụp Hubble .

## Các quan sát tiếp theo bởi Kính viễn vọng Không gian Hubble
|  |  |

Một vùng tương tự như HDF ở bán cầu nam đã được tạo ra vào năm 1998 và gọi là HDF-Nam . Tạo ra bằng cách sử dụng một chiến lược quan sát tương tự , các HDF-Nam trông rất giống với vào HDF ở bắc bán cầu . Điều này củng cố cho nguyên lý của vũ trụ là ở quy mô lớn nhất, vũ trụ là đồng nhất. HDF-Nam sử dụng Phổ kế Hình ảnh Kính viễn vọng Không gian (STI) và Camera Hồng ngoại Gần và Phổ kế Đa Vật thể (NICMOS), các thiết bị được cài đặt trên HST trong năm 1997; vùng HDF-Bắc sau đó cũng được tái quan sát nhiều lần bằng cách sử dụng WFPC2, cũng như NICMOS và STI . Một số sự kiện siêu tân tinh đã được phát hiện bằng cách so sánh các quan sát lần thứ hai với lần đầu tiên tại HDF-Bắc .
Một cuộc khảo sát rộng hơn, nhưng có độ nhạy ít hơn, được thực hiện như một phần của Khảo sát Sâu về Nguồn gốc Vũ trụ của các Đài quan sát Lớn; một phần của vùng này sau đó được quan sát lâu hơn để tạo ra Ảnh chụp Hubble Rất Xa, là hình ảnh quang học chụp xa có độ nhạy cao nhất cho đến nay .